# Nilo Murtinho Braga
Nilo Murtinho Braga, genannt Nilo, (* 3. April 1903 in Rio de Janeiro; † 5. Februar 1975 ebenda) war ein brasilianischer Fußballnationalspieler. Sein Spiel war gekennzeichnet durch seine Schnelligkeit, sein Können und die Leichtigkeit, Tore zu schießen.

## Karriere
Nilo startete seine Laufbahn als Jugendlicher beim Fluminense FC aus Rio de Janeiro. Sein erstes Spiel im Erstligafußball hatte er bereits mit fünfzehn Jahren beim América FC (RN). Mit neunzehn Jahren schloss er sich dem Lokalrivalen Botafogo FC an. Sein Omkel Oldemar Murtinho, als Betreuer aktiv bei Botafogo, warb ihn ab. Nachdem sein Onkel Botafogo im Streit verlassen hatte, ging auch Nilo nach nur zwei Jahren und schloss sich dem zweitklassigen Klub SC Brasil an. 1924 wechselte Nilo erneut und ging zurück zum Fluminense FC. Fünf Jahre nachdem er Botafogo verlassen hatte, kehrte er 1927 an alte Wirkungsstätte zurück. Mit der Mannschaft konnte er in sechs Jahren fünf Mal die Staatsmeisterschaft von Rio de Janeiro gewinnen. Bis zum Ende seiner Laufbahn mit 35 Jahren blieb er dann Botafogo treu. Er soll für den Club in 201 Spielen 184 Tore geschossen haben. Alleine 1927 erzielte Nilo 30 der 67 Tore Botafogos, davon vier in dem bis heute (Stand August 2018) mit 9:2 höchstem Sieg über CR Flamengo. In der Saison 1927 erzielte Nilton durchschnittlich 1,5 Tore pro Spiel, 42 Tore in 28 Spielen. Am 16. Mai 1938 bestritt Nilo sein letztes Pflichtspiel gegen den Olaria AC.

## Nationalmannschaft
Seine Laufbahn in der Nationalmannschaft begann bei der Campeonato Sudamericano 1923. Hier wurde er mit der Mannschaft Vierter. Beim selben Wettbewerb 1925 wurde er mit der Mannschaft Zweiter. Er war Mitglied des Team bei der Fußball-Weltmeisterschaft 1930 und kam beim Spiel gegen Jugoslawien am 14. Juli zum Einsatz (1:2). 1931 gewann er mit der Nationalmannschaft den Copa Río Branco. Die nachstehenden Einsätze in der Nationalmannschaft sind nachgewiesen.
Offizielle Länderspiele
- 11. November 1923 gegen Paraguay, Ergebnis: 0:1 (Campeonato Sudamericano)
- 18. November 1923 gegen Argentinien, Ergebnis: 1:2 (Campeonato Sudamericano) (1 Tor)
- 22. November 1923 gegen Paraguay, Ergebnis: 2:0 (Taça Rodrigues Alves) (1 Tor / Gesamt 2)
- 25. November 1923 gegen Uruguay, Ergebnis: 1:2 (Campeonato Sudamericano) (1 Tor / Gesamt 3)
- 2. Dezember 1923 gegen Argentinien, Ergebnis: 2:0 (Taça Confraternidad) (1 Tor / Gesamt 4)
- 9. Dezember 1923 gegen Argentinien, Ergebnis: 2:0 (Copa Roca)
- 6. Dezember 1925 gegen Paraguay, Ergebnis: 5:2 (Campeonato Sudamericana)
- 13. Dezember 1925 gegen Argentinien, Ergebnis: 1:4 (Campeonato Sudamericana) (1 Tor / Gesamt 5)
- 17. Dezember 1925 gegen Paraguay, Ergebnis: 3:1 (Campeonato Sudamericana) (1 Tor / Gesamt 6)
- 25. Dezember 1925 gegen Argentinien, Ergebnis: 2:2 (Campeonato Sudamericana) (1 Tor / Gesamt 7)
- 14. Juli 1930 gegen Jugoslawien, Ergebnis: 1:2 (Fußball-Weltmeisterschaft)
- 1. August 1930 gegen Frankreich, Ergebnis: 3:2
- 10. August 1930 gegen Jugoslawien, Ergebnis: 4:1
- 6. September 1931 gegen Uruguay, Ergebnis: 2:0 (Copa Rio Branco) (2 Tore / Gesamt 9)

Inoffizielle Spiele
- 28. November 1923 gegen eine Auswahlmannschaft aus Durazno (Uruguay), Ergebnis: 9:0 (2 Tore)
- 11. November 1925 gegen Corinthians São Paulo, Ergebnis: 1:1 (1 Tor)
- 20. Dezember 1925 gegen Newell’s Old Boys, Ergebnis: 2:2 (1 Tor)
- 6. Januar 1929 gegen Club Sportivo Barracas Bolívar, Ergebnis: 5:3 (1 Tor)
- 24. Februar 1929 gegen Rampla Juniors FC, Ergebnis: 4:2 (2 Tore)
- 10. Juli 1929 gegen Ferencváros Budapest, Ergebnis: 2:0

## Erfolge
América
- Staatsmeisterschaft von Rio Grande do Norte: 1918

Fluminense
- Staatsmeisterschaft von Rio de Janeiro: 1924

Botafogo
- Staatsmeisterschaft von Rio de Janeiro: 1930, 1932, 1933, 1934, 1935

Brasilianische Meisterschaft der Bundesstaaten
- Campeonato Brasileiro de Seleções Estaduais: 1924, 1925, 1927

Nationalmannschaft
- Copa Río Branco: 1931

Auszeichnungen
- Torschützenkönig - Staatsmeisterschaft von Rio de Janeiro: 1923, 1927, 1929, 1933, 1934